# Annales des Telecommunications
Annales des Telecommunications is een internationaal, aan collegiale toetsing onderworpen wetenschappelijk tijdschrift op het gebied van de telecommunicatie. De naam wordt in literatuurverwijzingen meestal afgekort tot Ann. Telecomm.